# Bricelyn
Bricelyn é uma cidade localizada no estado americano de Minnesota, no Condado de Faribault.

## Demografia
Segundo o censo americano de 2000, a sua população era de 379 habitantes. 
Em 2006, foi estimada uma população de 349, um decréscimo de 30 (-7.9%).

## Geografia
De acordo com o United States Census Bureau tem uma área de 
0,8 km², dos quais 0,8 km² cobertos por terra e 0,0 km² cobertos por água. Bricelyn localiza-se a aproximadamente 360 m acima do nível do mar.

## Localidades na vizinhança
O diagrama seguinte representa as localidades num raio de 20 km ao redor de Bricelyn. 